# كاميرون شارب
كاميرون شارب (بالإنجليزية: Cameron Sharp) هو منافس ألعاب قوى بريطاني، ولد في 3 يونيو 1958 في Ayrshire ‏ في المملكة المتحدة.

## وصلات خارجية
- كاميرون شارب على موقع الاتحاد الدولي لألعاب القوى (الإنجليزية)
- كاميرون شارب على موقع أوليمبيديا (الإنجليزية)
- كاميرون شارب على موقع اللجنة الأولمبية البريطانية (الإنجليزية)